# 永友香奈子
永友 香奈子（ながとも かなこ、1964年4月20日 - ）は、北海道函館市出身の元女子プロレスラーである。

## 経歴
函館大学付属柏稜高校ではハンドボール部で活躍。
卒業後はジャッキー佐藤に憧れ、全日本女子プロレスに昭和58年組として入門。同期にブル中野、小倉由美、小松美加、後にレフェリーに転じる柳下まさみ。
1983年6月24日、函館市民体育館での小倉由美戦でデビュー。
小松美加とのタッグ「オペロン同盟」で活躍した。
1986年、6月後楽園ホール大会で小松美加と組んで、全日本タッグ選手権の初代王者チーム小倉由美、永堀一恵に挑戦。永友のタイムアップ寸前の押さえ込みにより、王座を獲得した。小松との「オペロン同盟」は実力よりキャラクターの魅力で人気があった。女子プロレス誌に連載企画を持ったり、全日本女子プロレス中継内のバラエティコーナーで、レポーターを務めたことも。全日本タッグ選手権は1度の防衛後、11月の大阪城ホール大会で前王者チームに奪い返された。 
テレビドラマ「毎度おさわがせします 」（TBS系）でレギュラー出演。 1984年には女子プロレスを題材にしたテレビドラマ「輝きたいの」に、劇中のプロレス団体「東洋女子プロレス」の所属レスラーとして出演。 
1987年6月28日、後楽園ホールにて小松と引退試合を行い、4年間の現役生活にピリオドを打つ。
引退後、吉本女子プロレスJd'のマネージャーを務めていた。
現在は地元に帰り結婚。
ボーイッシュ風の写真集を一冊刊行している。

## 得意技
- ランニングフェイスバスター
- 回転エビ固め
- ドロップキック

## タイトル歴
- 全日本タッグ王座